# 山下毬絵
山下 毬絵（やました まりえ、1991年11月15日-） は、あいテレビのアナウンサー。

## 来歴
熊本県和水町出身。
城北高等学校から九州ルーテル学院大学に進学。在学中、学業の傍らラジオパーソナリティや司会業等を行っており、レギュラー番組も持っていた。
大学卒業後は九州朝日放送にて旧ひまわり号のリポーター等をつとめていたが、2018年にあいテレビへ移籍。ここでは制作兼務となり、様々なジャンルを経験し現在に至る。

## 人物
中学・高校の教員免許（英語）、秘書検定（2級）等の資格を持つ。
中学生の時から地元地域の子育てサークルに参加し、絵本の読み聞かせなどをしていた。高校時代は演劇部に在籍、2年時からは生徒会長をつとめていた為、高校演劇の地区予選が行われる10月頃になると「誰よりも早く登校し遅くまで仕事し夜中に帰宅、帰ってまた朝までパソコンとにらめっこ、そして学校で5分だけ寝る」という生活を送っていたという。
大学時代は和水町から熊本市内まで自動車で通学していた模様。
同じく城北高校演劇部OGの妹がいる。
少林寺拳法（黒帯2段）をやっていたこともあり、「武道・格闘技は見るより"やる派"」だという。
GLAYの大ファンである。
好きなものは飛行機、焼鳥、コーヒーなど。スポーツ観戦が好きだが、球技が苦手。鳥も苦手だという。

## 現在担当番組
- 金曜ほのボーノ（2018年7月-）
  - 当初はスーパーマーケット中継のリポーターだったが、ほのボーノが木曜に拡大したため、平繁かなえに代わり金曜のMCとなる（2019年4月- ）
- サンデーゴルフ 〜We Love Golf宣言〜[20]（2019年4月-）
- Nスタえひめ（2018年4月-）

等
- ITVニュース

## 過去の担当番組

### タレント時代の担当番組
ラジオ
- 熊本放送
  - イズミダアワーそれでどうよッ!（2011年4月-2014年1月5日[21]） - 2012年4月の番組リニューアルに伴い、「自宅待機」（不定期出演化、事実上の降板）とされていた。2014年3月の大学卒業をもって正式降板

等